# Кувшиново (Вологодский район)
Кувшиново — посёлок в Вологодском районе Вологодской области.
Входит в состав Семёнковского сельского поселения, с точки зрения административно-территориального деления — в Семёнковский сельсовет. Посёлок получил печальную известность из-за нахождения на его территории специализированной психиатрической лечебницы, которая является старейшей в области. 

## География
Расстояние по автодороге до районного центра Вологды — 13 км, до центра муниципального образования Семёнково — 5 км. Ближайшие населённые пункты — Михальцево, Сулинское, Чашниково, Подберевское, Варламово.

## Население
По переписи 2002 года население — 1140 человек (534 мужчины, 606 женщин). Преобладающая национальность — русские (99 %).

## Русская православная церковь
- Храм во имя Святителя Николая Чудотворца[5]

## Достопримечательности
- Рядом с населённым пунктом на 36 гектарах угодий расположилась Михальцевская роща - памятник природы регионального значения.